# Franklin (Alabama)
Franklin è un comune degli Stati Uniti d'America situato nella contea di Macon dello Stato dell'Alabama.